# Campionati mondiali di pentathlon moderno 1987
I campionati mondiali di pentathlon moderno 1987 si sono svolti a Moulins, in Francia, dove si sono disputate le gare maschili individuali ed a squadre, ed a Bensheim, in Germania Ovest, dove si sono disputate le gare femminili individuali ed a squadre.

## Risultati

### Maschili
| Evento      | Oro                                                 | Argento                                                        | Bronzo                                                      |
| Individuale | Joël Bouzou                                         | Milan Kadlec                                                   | László Fábián                                               |
| A squadre   | Ungheria János Martinek László Fábián Attila Mizsér | Unione Sovietica Anatolij Avdeev Igor' Švarc Aleksandr Makeyev | Regno Unito Richard Phelps Graham Brookhouse Dominic Mahony |

### Femminili
| Evento      | Oro                                                              | Argento                                                 | Bronzo                                                |
| Individuale | Irina Kiseleva                                                   | Barbara Kotowska                                        | Sabine Krapf                                          |
| A squadre   | Unione Sovietica Irina Kiseleva Yanna Gorlenko Inna Zhuchavtsova | Germania Ovest Sabine Krapf Tanja Meyer Kathrin Kröning | Polonia Barbara Kotowska Iwona Dąbrowska Dorota Nowak |

## Medagliere
| Posizione | Paese            |   |   |   | Totale |
| --------- | ---------------- | - | - | - | ------ |
| 1         | Unione Sovietica | 2 | 1 | 0 | 3      |
| 2         | Ungheria         | 1 | 0 | 1 | 2      |
| 3         | Francia          | 1 | 0 | 0 | 1      |
| 4         | Germania Ovest   | 0 | 1 | 1 | 2      |
| 4         | Polonia          | 0 | 1 | 1 | 2      |
| 6         | Cecoslovacchia   | 0 | 1 | 0 | 1      |
| 7         | Regno Unito      | 0 | 0 | 1 | 1      |
| Totale    | Totale           | 4 | 4 | 4 | 12     |